# İbecik, Gölhisar
İbecik là một thị trấn thuộc huyện Gölhisar, tỉnh Burdur, Thổ Nhĩ Kỳ. Dân số thời điểm năm 2010 là 926 người.